# Astrid Carlson (orienterare)
Astrid Carlson, född 1954, död 2011, var en norsk orienterare som tog silver i stafett vid VM 1979.